# Krzysztof Tuczyński de Wedel
Krzysztof Tuczyński de Wedel, Krzysztof Wedel-Tuczyński, Christoph von Wedel-Tütz (* 1565 in Tütz; † 1649 ebenda) war ein polnischer Senator.

## Leben
Wedel-Tuczyński war ein Sohn des polnischen Großgrundbesitzers Stanisław Wedel-Tuczyński (1516–1587) und der Katarzyna Opalińska, einer Tochter von Maciej Opaliński, Kastellan von Ląd (Großpolen). Er wuchs nach dem Tod seiner Mutter in einem katholischen Teil der Familie Opaliński in Posen auf und wurde, anders als seine protestantischen Eltern, nach dem Besuch des Posener Jesuitenkollegiums und von Jesuiten geführter Hochschulen (1583 war er in Dillingen immatrikuliert und 1585 in Ingolstadt.) zu einem entschiedenen Vorkämpfer des Katholizismus. Im Anschluss an seine Studien unternahm er, während seine hauptsächlich im Norden der Woiwodschaft Großpolen liegenden Besitzungen von seinem Onkel, dem Großmarschall Andrzej Opaliński, verwaltet wurden, zwischen 1587 und 1590 Reisen in Italien.
Seit 1593 kämpfte er dafür, die seit etwa fünf Jahrzehnten protestantischen Bewohner seiner Besitzungen zum Katholizismus zurückzuführen. Der Prozess verlief gewaltsam. Der erste katholische Priester, den er neu in Tütz eingesetzt hatte, erlag im Jahr 1596 Verletzungen, die er sich im Rahmen bewaffneter Auseinandersetzungen zugezogen hatte. Wedel ließ daraufhin zwei Führer des Tützer Protestantismus, den Bürgermeister und ein Ratsmitglied, enthaupten. In der Folge flüchtete ein erheblicher Teil der Bewohner über die nahe Grenze in die evangelische Neumark.
Auch Mitglieder des im Norden der Woiwodschaft Posen benachbarten, aber protestantischen Familienzweigs Wedel-Friedland (Wedelski) widersetzten sich der Rekatholisierung von Tütz. Sie waren in Friedland und Tütz begütert, wie umgekehrt die Wedel-Tütz auch in Friedland und der brandenburgischen Neumark Besitz hatten. Tütz wurde im Rahmen dieser Auseinandersetzung, auf dem Weg zur vollständigen Rekatholisierung, zweimal konfessionell geteilt: 1599 in eine katholische und eine evangelische Hälfte, und 1616 in drei katholische (116 Häuser) und einen evangelischen Teil (41 Häuser).
Wedel stützte seine konfessionellen Bestrebungen seit 1602 in großem Umfang auf Jesuiten. 1610 errichtete er ihnen neben der Tützer Kirche ein später zur Kapelle umgewidmetes Gebäude, von dem aus sie die Missionierung der Gegend in Angriff nahmen. Die erste Niederlassung der Posener Jesuiten in der benachbarten Stadt Krone unterstützte Wedel mit jährlich 300 Gulden. Nachdem ein dort von den Jesuiten 1619 errichtetes Gebäude abgebrannt war, finanzierte er gemeinsam mit dem Woiwoden von Kalisch, Jan Gostomski, den Aufbau und Betrieb des Kroner Jesuitenkollegiums. 1635 unternahm er eine Pilgerfahrt nach Loreto. Als er vier Jahre später, 1639, vom Blitz getroffen wurde, schrieb er dieses Unglück Hexen zu, – „ein Irrtum, von dem ihn“, wie Ludwik Bąk schreibt, „die Jesuiten nicht befreiten“. Im folgenden Jahr ließ er in Tütz zehn Frauen als Hexen verbrennen, von denen sich vier vor ihrem Tode zum Katholizismus bekannten.
Seit 1611 hatte Wedel als Richter in Krone fungiert. Seit 1615 war er Kastellan von Santok und nahm währenddessen als Senator teil an den Sitzungen des Sejm von 1618, 1619 und 1623. Im Verlauf der Beratungen des Jahres 1623 avancierte er zum Kastellan von Posen, einem Amt, das er bis zu seinem Tod ausübte. Ebenfalls 1623 war er Gesandter des polnischen Königs zum Regensburger Fürstentag Kaiser Ferdinands II. Anschließend nahm er nur noch am Sejm des Jahres 1629 teil. Er galt als einer der rührigsten Senatoren seiner Generation. Das Schloß Tütz erweiterte er zwischen 1608 und 1631 um einen Süd- und einen Westflügel und ließ einen dritten Eckturm errichten.
Verheiratet war Wedel in erster Ehe mit Marianna Zborowska, einer Tochter des königlichen Hofmarschalls Andrzej Zborowski, und nach deren Tod im Kindbett 1594 in zweiter Ehe seit 1601 mit Anna Firlej, einer Tochter des Krakauer Woiwoden Mikołaj Firlej. Einer seiner Nachkommen war der Senator Stanisław Krzysztof Tuczyński de Wedel.